# Heterorta plutonis
Heterorta plutonis là một loài bướm đêm trong họ Noctuidae.